# 塩屋翼
塩屋 翼（しおや よく、1958年6月24日 - ）は、日本の声優、俳優、音響監督。鹿児島県出身。神奈川県川崎市育ち。ラクーンドッグ所属。
兄と妹がいる。兄は声優の塩屋浩三。

## 経歴

### 生い立ち
鹿児島県で誕生し、小学校入学前の5歳の頃より神奈川県川崎市育ち。

### キャリア

#### 声優・俳優として
1966年、小学2年生の8歳の時、劇団ひまわりに兄と一緒に入団。子役としてテレビドラマ『記念樹』で俳優デビュー。当初は中学かその辺で「やめようか」と思っていたが、「やめるか」と聞かれた際に「いやだ」と言い、結局やめないでずっと来てしまったという。俳優として映画やテレビドラマに出演していたが、小学6年生か中学1年生の頃、海外映画『ユリシーズ』の吹替えで声優デビュー。当時は母親にスタジオまで連れて来てもらって、セリフを全部暗記して、絵を見ながらアテレコに臨んでいたという。その後、「やったことある」ということで、生の芝居とアテレコの仕事が半分ぐらいずつになったという。中学2年生の時にオーディションを受けて合格し、アニメでの初めてのメインキャラクターでもあるテレビアニメ『海のトリトン』の主役トリトンでアニメデビュー。『海のトリトン』とほぼ同時期に『超人バロム・1』で14話と34話にゲスト出演したりしていた。しかし少し身体的なコンプレックスを持っていたことから、『海のトリトン』をきっかけに声優のほうに移行していったという。その頃はアルバイトのような気でおり、将来のことを考えたりはしていなかったという。小さいうちから声の仕事がメインになってしまったことから、夕方から録りに行っていたが、1日3〜4時間で済んでいたという。10代の時はほとんど声の仕事で過ごしたことから、学校には比較的スムーズに行けたという。日本俳優連合の所属メンバーでは当時最年少だった。攻玉社高等学校卒業後は、舞台にも精力的に活動。初舞台は中野公会堂公演の『天狗女房』。高校時代は「何になりたい」というのもなく、「このまま卒業しても、あまりいい大学へも入れないだろう」と思い、1982年時点ではそのまま仕事を続けていたという。夢だと思っていたことから「役者になれる」とは思っていなかったという。モダンバレエの稽古にも通い始めて、演劇の勉強も始める。
自称「中途はんぱ人間」であり、1981年時点では音楽が好きで作詞・作曲をし、自分の歌のように製作しようと子供の頃していたピアノを再びやり始めていた。しかし「人前で発表したい」、「プロになりたい」といった気はなかったという。高校時代にはギターに夢中になっていたが、結局やめており、所属していた放送部も中途半端に終わっていたという。
太陽プロモーション、JKプランニング、劇団櫂、青二プロダクション、ウイットプロモーション、九プロダクション、プロ・フィット（声のみ所属）などを経て現在はラクーンドッグに所属。音響監督としてはオムニバスプロモーションを経てサウンド・ウィングに所属。
『科学忍者隊ガッチャマン』ではシリーズを通して「つばくろの甚平」役として出演。放映当時はまだ14歳であり、2年続いた第1シリーズの終盤から声変わりが始まって徐々に大人の声になっていった。その後、1980年代から1990年代にかけて主役・脇役を問わずアニメから吹き替えまで幅広く活動した。
1984年1月22日に、目黒サレジオ教会で結婚。

#### その他の活動
落語の公演をしていた時期があり、噺家として春空亭つばさの名前を持つ。
2000年代以降は音響監督やプロ・フィット声優養成所の講師、現在はラクーンドッグ声優養成所の講師としても活動している。それに伴い声優としての活動は減少したが、『伝説巨神イデオン』のユウキ・コスモ、『聖闘士星矢』の海魔女のソレントなど過去に出演した役を演じたり、音響演出を担当した作品で端役やエキストラとして出演することもある。

### 現在まで
2010年代からは『ジョジョの奇妙な冒険』のウィル・A・ツェペリ役など、散発的ながらも新規の役で出演するようになっている。
2017年1月9日、テレビ朝日にて放映された『人気声優200人が本気で選んだ!声優総選挙!3時間SP』で第19位に選ばれる。

## 人物
「もし役者になっていなかったら教師」と語っている。特に憧れていたことはなかったが、小学校時代には教師になりたかったという。
中学時代は卓球部に半年ぐらい所属、高校時代は放送部に1年ぐらい所属し、学校放送でディスクジョッキーをしていた。中学1年生の時に弁論大会に出場していた。高校2年生の時は生徒会の役員をしていた。
特技は美味しい居酒屋を鼻で嗅ぎ分ける。趣味はゴルフ、落語。
好きな言葉は「若き日の旅なくして人生の物語なし」。
低音の魅力に憧れており、好きな声優に蟹江栄司、銀河万丈を挙げている。
1978年時点で声優の中でよく話すのは、神谷明、森功至、石丸博也などを挙げている。
おじはパイロット志望であり、自衛隊に所属している。

### 特色
声種はソフトで高くもなく、低くもない。中学3年生の時に声変わりしたという。
役柄としては、少年役、コメディリリーフ的な役が多い。

#### 出演作について
テレビアニメ『海のトリトン』のトリトン、『伝説巨神イデオン』のユウキ・コスモの二つの作品で主役を演じ、『ブレンパワード』にも出演するなど多くの富野由悠季の作品に出演している。
『科学忍者隊ガッチャマン』を思い出に残っている仕事として挙げている。共演者のささきいさお、森功至は私生活でも色々お世話になっていたため、一番思い出に残っているという。
アニメデビューの『海のトリトン』の時は、オーディションに合格しても「ああ受かったんだな、仕事をもらったんだな」という意識しかなく、「ずっと続けて行く」というふうにも考えていなかった。とにかく一生懸命で、絵やキャラクターなどの方はあまり見ていなかった。周囲は塩屋よりもひと回りもふた回りも年長の人物ばかりだったが、色々教えてもらい、それらを吸収していくうちに段々声の仕事が主になったという。『海のトリトン』の主役に塩屋を抜擢したのは、当時アフレコの現場で演出をしていた録音監督の浦上靖夫であったと語る。浦上との出会いをきっかけに、更に色々なベテラン声優とも会うことができ、それと同時に『科学忍者隊ガッチャマン』にも出会えたことから、非常に幸運なスタートを切ったと語る。『海のトリトン』に関しては画がなく、何も見ないで収録することが多かったという。当時は中学生だったことから、放課後の午後4時頃から始めて夜の10時頃まで行い、1話平均で6時間ぐらい費やしたが、浦上の演出に鍛えられたところがあるという。浦上の場合、「画に合わせるという基本的なものと同時に、気持ちで喋ってほしい」と述べており、その頃までは一生懸命やれば何事も済まされるようなところもあったが、浦上はそういうものでは満足できなかったという。浦上が要求していたのは、「SF作品ですからトリトンのような人は現実にはあり得ないのですが、想像力を働かせて、実際にトリトンの気持ちになって演じきってほしい」とのことで、キャラクターの気持ちになりきるという演じ方があるということはその時に初めて知ったという。当時は変声期の前であり、ボーイソプラノを出すことが出来たという。男性の子役がアニメの主役を演じることは、当時は少し珍しく、それまで少年役は女性声優の独擅場になっており、「少年役を演じた男性声優の第一号」という。小原乃梨子とは2人で最後までトリトン役を争ったという話をあとで聞いたことがあり、1999年時点で小原に会うと「翼に仕事を取られた」と言われるという。富野は、『海のトリトン』との関連について当時は無知であり、『海のトリトン』に富野が関わっていたというのを知ったのは、大分時間が経ってからだという。
『伝説巨神イデオン』の時は、浦上が独立して設立したAUDIO PLANNING Uに呼ばれて行っていたという。コスモ役のオーディションだということは聞いていたが、1人だけ呼ばれ、そこで初めて富野に会ったという。その時は高い声を作っていた。富野から「君の声を録ってみて聞いたんだけど、もう少しシャープに喋ってもらえないか」と言われ、それを聞いて、「この人も粘る人だ」と思ったという。浦上もそうであったが、塩屋自身も自分が納得いくまで何度でもやりたがるタチだったため、そういう演出をしている人物が好きだったが、富野もそれと似たようなものを感じた。そこで「普段しゃべってる時のでやった方がいい」ということで要求に応えようともう一度録ったところ、最終的には選ばれることになったという。コスモ役については、監督からは色々と言われていたが、折半するんだったら、30%塩屋、30%富野、30%浦上と思っていたという。言われるがままにやりつつも、自分なりに悩んだが、結果的には上手い具合に噛み合ったという。コスモ役を演じるにあって難しかった点は「フォルモッサ・シェリル」、「カララ」といった、喋り慣れない言葉が多く、「シェリルさん、カララさん」という具合に併記してあると特に大変であり、苦労したという。SF物とは言いながら、日常の人間の生の心情がそのまま台詞になっていたところが面白く、生活感があり、人間の匂いを強く出す演技を心掛けたという。『伝説巨神イデオン』の放送が終えた時は「一つの大きな仕事を終えたな」という安堵感は余り無かった。しかし約2年間関わっていたこの作品には、一つの征服感のようなものがあったという。
『ブレンパワード』の時は、『伝説巨神イデオン』の頃と比べて変わった点は周囲のメンバーが若くなり、それと出演者の人数が多くなり知らない人物も殆どのため、そういう意味では居心地はあまり良くなかったかも知れないという。富野自身については、毎回立ち会ったり、スタジオでも絵コンテ書いていたりという熱心な姿を見ていたため「変わらず一生懸命やっていらっしゃるのだな」と敬服していた。ただし役の出番が少なかったため、あまり富野からは何も言われず、それが残念であった。声優は初体験という人物たちを多くキャスティングしていたが、本職の声優たちが中心になっているスタジオと余り違いはなかった。1999年時点のスタジオ進行に馴染めないところがあり、フィルムで録っていた頃のマナーや習慣を引きずっていたことから、演出からの申告がない限り、役者が録り直すような事態は考えられなかったという。ビデオ収録であったことから「すいません、32ページの2行目のセリフを録り直してください」ということは嫌で、演出はOKと言っていたが、「どうして録り直さなきゃいけないのか」と思っていたという。

## 出演
太字はメインキャラクター。

### テレビアニメ
1972年
- 海のトリトン（トリトン）
- 科学忍者隊ガッチャマン（つばくろの甚平）

1973年
- ゼロテスター（少年）
- ミラクル少女リミットちゃん（栗本ジュン）
- サザエさん

1974年
- てんとう虫の歌（少年）

1975年
- 宇宙の騎士テッカマン（ビリー）
- タイムボカン（ウキキ）

1976年
- ドカベン（1976年 - 1979年、大丸、谷津吾郎）
- ほかほか家族

1977年
- あらいぐまラスカル（ビリィ）
- 一発貫太くん（嵐山）

1978年
- 科学忍者隊ガッチャマンII（1978年 - 1979年、つばくろの甚平）
- 新・エースをねらえ!（香月茂）
- ペリーヌ物語（フェリックス）
- 未来少年コナン（サク）

1979年
- 赤毛のアン（ムーディ）
- 科学忍者隊ガッチャマンF（1979年 - 1980年、つばくろの甚平）
- がんばれ!ぼくらのヒットエンドラン（剛）
- 機動戦士ガンダム（ハワド）
- 新・巨人の星II
- サイボーグ009（1979年版）（ジロー、スタール）
- 花の子ルンルン
- 野球狂の詩（玉二郎）

1980年
- がんばれ元気（部員A）
- 銀河鉄道999（少年A、リフ、ナスカ、正、モリ）
- 銀河鉄道999 君は母のように愛せるか!!（男A）
- 伝説巨神イデオン（1980年 - 1981年、ユウキ・コスモ）
- トム・ソーヤーの冒険（マイク）
- 魔法少女ララベル
- 若草物語（ローリー）

1981年
- あしたのジョー2（塩谷ジロー）
- アニメ親子劇場「アダムとエヴァ物語」（アダム）
- おはよう!スパンク
- カバ園長の動物園日記（長谷川一郎）
- 家族ロビンソン漂流記 ふしぎな島のフローネ（タムタム）
- 恐怖伝説 怪奇!フランケンシュタイン（フィリップ）
- 荒野の呼び声 吠えろバック（ハル）
- 新・ど根性ガエル
- 戦国魔神ゴーショーグン（テコム、ジュニア）
- タイガーマスク二世（不良A）
- 走れメロス（フィロストラトス）
- ハロー!サンディベル（チャールズ）
- ぼくらマンガ家 トキワ荘物語（鈴木）
- 名犬ジョリィ
- めちゃっこドタコン（前田）
- 六神合体ゴッドマーズ（1981年 - 1982年、木曽アキラ）
- 若草の四姉妹（ローリー）

1982年
- おちゃめ神物語コロコロポロン（青年、ガヒル、カエル、ペレロフォン、テウカリオーン、シドー王子、オレステス）
- 銀河旋風ブライガー
- 銀河烈風バクシンガー（クラ・パチーノ、プリンス・ゴーショ）
- The・かぼちゃワイン（早川小太郎）
- ときめきトゥナイト（鷹羽邦彦）
- Dr.スランプ アラレちゃん（カンス、少年）
- パタリロ!（タマネギ部隊、黒木番長）
- わが青春のアルカディア 無限軌道SSX（ザック、レック）
- 吾輩は猫である（書生）

1983年
- 伊賀野カバ丸（堀田）
- キャッツ・アイ（爆弾魔）
- 銀河疾風サスライガー（ジミー見城）
- サイコアーマー ゴーバリアン（ロス・コガロ）
- ストップ!! ひばりくん!（車掌）
- ナイン シリーズ（1983年 - 1984年、榊孝男） - 2シリーズ
- ミームいろいろ夢の旅（ベル、マルコーニ）
- パーマン（第2作）（キャッチャー）
- まいっちんぐマチコ先生（海老山つよし）
- 魔法のプリンセス ミンキーモモ（ジム）
- まんが日本史（有間皇子、高市皇子、平貞盛、平正盛、崇徳上皇、源義平、源頼家、北条泰時、義尋）
- みゆき（富田）
- 未来警察ウラシマン（ダミー・リュウ）

1984年
- あした天気になあれ（向太陽）
- Gu-Guガンモ（赤坂、ケンちゃん）
- さすがの猿飛（ヘルメス）
- 星銃士ビスマルク（輝進児）
- 宗谷物語（洋一、水兵、昭一、山根）
- チックンタックン（運転士）
- ビデオ戦士レザリオン（デビット、ツインベー）
- ふしぎなコアラブリンキー（男ペンギン、王子）
- プラレス3四郎（伊吹）
- 牧場の少女カトリ（ペッカ）
- 魔法の天使クリィミーマミ（先輩、和夫）
- よろしくメカドック（辰夫）
- らんぽう（ヒマ犬）
- ルパン三世 PARTIII（1984年 - 1985年）

1985年
- おねがい!サミアどん（マイク 他）
- ダーティペア（ピート）
- タッチ（吉田剛〈初代〉）
- 炎のアルペンローゼ ジュディ&ランディ（ハンス）
- 超獣機神ダンクーガ（黒人、ジョルジュ）
- 忍者戦士飛影（チャン）

1986年
- 宇宙船サジタリウス（ジラフ）
- キン肉マン（ポール王子）
- ゲゲゲの鬼太郎（第3作）（1986年 - 1988年、空狐A、丸毛、三虫、山田、あみきり、雨ふり小僧、めんこ天狗）
- 青春アニメ全集（正太郎、生徒、小僧、阿部一等兵）
- ドリモグだァ!!（イル）
- 虹のかなたへ 少女ダイアナ物語
- Bugってハニー（1986年 - 1987年）
- マシンロボ クロノスの大逆襲（バグ・ニューマン）
- Mr.ペンペン（フレディー）
- メイプルタウン物語（1986年 - 1987年、ボビー）
- ワンダービートS（マナカ・コウジ）
- ロボタン

1987年
- エスパー魔美（1987年 - 1989年、番野兆治）
- きまぐれオレンジ☆ロード（若者）
- グリム名作劇場（1987年 - 1988年、粉屋の三男、弟王子、狩人、狐、仕立屋 他） - 2シリーズ
- シティーハンター（仁義）
- 新メイプルタウン物語 パームタウン編（ボビー）
- ついでにとんちんかん（天地無用）
- ビックリマン（1987年 - 1988年、ココホレワン助、ニンニク満助、バリアー天帝、ゴーストアリババ、とんかっち）
- プロゴルファー猿（鷹巣）

1988年
- いきなりダゴン（スキッパー）
- 聖闘士星矢（1988年 - 1989年、ソレント）
- トランスフォーマー 超神マスターフォース（バスター）
- ひみつのアッコちゃん 第2期（大将）
- 燃える!お兄さん（組員A）

1989年
- かりあげクン（1989年 - 1990年、かりあげ正太）
- 新ビックリマン（雨の邪鬼）
- それいけ!アンパンマン（1989年 - 、毛虫のケムタン、オルゴールマン〈初代〉、クリスケさん〈初代〉、はんぺんさん、かいじゅうモカ〈2代目〉）
- 戦え!超ロボット生命体 トランスフォーマーV（ヘルバット）
- ビリ犬なんでも商会（トド犬）

1990年
- 悪魔くん（吸血小人）
- おぼっちゃまくん
- まじかる☆タルるートくん（1990年 - 1992年、邪馬じゃば夫、じゃばどん）
- 魔神英雄伝ワタル2（ハンブンブルグ弟）
- 魔法使いサリー（1990年 - 1991年、時のウサギ〈2代目〉）
- YAWARA!（1990年 - 1991年、須藤）
- 私のあしながおじさん（ボブ）
- 笑ゥせぇるすまん（1990年 - 1991年、襟戸勉、酔手壮郎、ガマグチ）

1991年
- おてんきボーイズ（ゆきたん）
- きんぎょ注意報!（北田秀一）
- 少年アシベ（アッキー）
- チンプイ（パパガキ）
- ドラゴンクエスト ダイの大冒険（第1作）（バロン）

1992年
- ウルトラマンキッズ 母をたずねて3000万光年（メフィラ）
- 南国少年パプワくん（1992年 - 1993年、アラシヤマ、鵜）
- 21エモン（ムエ）

1993年
- GS美神（浪人さん）
- 忍たま乱太郎（薄口醤油丸 / 鯉口宗須丸）
- 美少女戦士セーラームーン（ミーシャ）

1994年
- SLAM DUNK（宮城リョータ、Dr.T 他）
- 七つの海のティコ（リチャード）

1995年
- アニメ世界の童話「金のがちょう」（三男）

1996年
- 少年サンタの大冒険!（ノロッシー）
- YAWARA! Special ずっと君のことが…。（須藤）
- るろうに剣心 -明治剣客浪漫譚-（玄斎）

1997年
- 金田一少年の事件簿（エドワード・コロンボ）
- 中華一番!（ショウアン / 謎の男）
- 超魔神英雄伝ワタル（ウラメシヤン）
- はれときどきぶた（武蔵小金井くん）
- 名探偵コナン（1997年 - 2024年、佐藤泰三、河津邦生、株本恭助）

1998年
- ジェネレイターガウル（ネカサタクマ）
- Bビーダマン爆外伝（ダークトアミ）
- ブレンパワード（ミスター・モハマド）

1999年
- カウボーイビバップ（マイルズ）
- 週刊ストーリーランド（1999年 - 2000年）
  - 「閉じこめられた三人」（清水）
  - 「相続のゆくえ」（柴田健）
  - 「名奉行・文さん 人になった馬」（長兵衛）

- レレレの天才バカボン（タイホ亭ケイ坊）

2001年
- しあわせソウのオコジョさん（マングース番長）

2003年
- 銀河鉄道物語（2003年 - 2006年、草薙マコト、ツバン隊長、上層部の男、闇の男） - 2シリーズ
- 時空冒険記ゼントリックス（ゾム02）

2005年
- バジリスク 〜甲賀忍法帖〜（旅芸人）

2006年
- N・H・Kにようこそ!（ひきこもり星人、神様）
- 吉宗（才圓）

2007年
- ひぐらしのなく頃に解（小泉大臣）

2008年
- のらみみ（ウサ吉） - 2シリーズ

2009年
- スレイヤーズEVOLUTION-R（トッピー）
- WHITE ALBUM（フランク長瀬）

2010年
- B型H系（塩屋先生）

2012年
- 織田信奈の野望（木下藤吉郎）
- ジョジョの奇妙な冒険（ウィル・A・ツェペリ）

2013年
- ワルキューレ ロマンツェ（店主）

2014年
- ヤマノススメ シリーズ（2014年 - 2022年、アライ先生） - 3シリーズ
- 六畳間の侵略者!?（六本木博士）

2015年
- ヤング ブラック・ジャック（田鷲警部）

2016年
- 怪盗ジョーカー（怪盗ミニミニ王）
- 少年メイド（日野の祖父）

2017年
- キラキラ☆プリキュアアラモード（ノワール）

2018年
- 多田くんは恋をしない（イベント 悪代官役）
- ちおちゃんの通学路（はちまきのおっさん）
- 軒轅剣 蒼き曜（安策）

2019年
- うちの娘の為ならば、俺はもしかしたら魔王も倒せるかもしれない。（シュミット）
- 魔王様、リトライ!（コマンド・サンボ）

2021年
- クレヨンしんちゃん（宇苔炉暴人）

2023年
- おしりたんてい コズミックフロント（ヒモカワ）
- 神達に拾われた男2（ディノーム）
- レベル1だけどユニークスキルで最強です（クリント）

2025年
- 君のことが大大大大大好きな100人の彼女（じいさん）
- 青のミブロ（猟犬）

### 劇場アニメ
1979年
- 劇場版 海のトリトン（トリトン）

1980年
- 地球へ…（アルフレート）

1981年
- 機動戦士ガンダム（マーカー・クラン）
- 夏への扉（アルマン）

1982年
- 伝説巨神イデオン・接触編 -A CONTACT-（コスモ）
- 伝説巨神イデオン・発動編 -Be Invoked-（コスモ）
- 六神合体ゴッドマーズ（木曽アキラ）

1983年
- うる星やつら オンリー・ユー（門衛B）
- 幻魔大戦（黒人ギャング）
- プロ野球を10倍楽しく見る方法（コマツ、カケフ）

1984年
- うる星やつら2 ビューティフル・ドリーマー
- プロ野球を10倍楽しく見る方法 PART2（コマツ、カケフ）

1985年
- オーディーン 光子帆船スターライト（猫田坊一）
- ドラえもん のび太の宇宙小戦争（隊員）

1986年
- ゲゲゲの鬼太郎 最強妖怪軍団!日本上陸!!（丸毛）
- メイプルタウン物語（ボビー）

1987年
- 新メイプルタウン物語 パームタウン編〜こんにちは!新しい町〜（ボビー）
- バツ＆テリー
- ふしぎな錦

1989年
- ギャラガ HYPER-PSYCHIC-GEO GARAGA（リン）
- ひみつのアッコちゃん（大将）
- ひみつのアッコちゃん 海だ!おばけだ!夏まつり（大将）

1990年
- 「エイジ」（コーチA）
- 本気!（白銀本気〈初代〉）
- MILKY Passion 道玄坂 愛の城（ミッキー）

1991年
- ガンバとカワウソの冒険（ウキクサ）
- 機動戦士ガンダムF91（ビルギット・ピリヨ）
- まじかる☆タルるートくん（邪馬じゃば夫）
- まじかる☆タルるートくん 燃えろ!友情の魔法大戦（邪馬じゃば夫）

1992年
- 劇場版 きんぎょ注意報!（北田秀一）
- 三国志 第一部・英雄たちの夜明け（諸葛亮〈少年時代〉）
- 地球を救え!なかまたち ちびねこトムの大冒険（先生）
- まじかる☆タルるートくん すき・すき♡タコ焼きっ!（邪馬じゃば夫）

1993年
- 三国志 第二部・長江燃ゆ!（諸葛均〈2代目〉）

1994年
- スラムダンク 全国制覇だ! 桜木花道（宮城リョータ）

1995年
- スラムダンク 湘北最大の危機! 燃えろ桜木花道（宮城リョータ）
- スラムダンク 吠えろバスケットマン魂!! 花道と流川の熱き夏（宮城リョータ）

1998年
- パーフェクトブルー（渋谷貴雄）

2004年
- フイチンさん（ワン）

2025年
- 劇場版 鬼滅の刃 無限城編 第一章 猗窩座再来（鎹鴉）

### OVA
1983年
- ダロス（ゲリラ）

1985年
- 炎トリッパー（弥一）

1986年
- 虔十公園林（虔十）
- 那由他（ミズキ）

1987年
- スペース・ファンタジア 2001夜物語（ハリィ、連絡員）
- ふしぎな錦（ロールオ）
- 笑う標的（志賀譲）

1988年
- テンリトルガルフォース（マネージャー）
- 遠山桜宇宙帖 奴の名はゴールド（リット）

1989年
- 銀河英雄伝説（アルフレット・フォン・ランズベルク）
- サンタさんが二人いた（ヤングスノー）
- 新キャプテン翼（1989年 - 1990年、ピエール）
- 風魔の小次郎（紫炎）

1990年
- 宇宙皇子 天上編（釣）
- ウルトラマングラフィティ おいでよ!ウルトラの国（ダダ、ポール星人、ウルトラマンタロウ、バル夫、キングジョー）
- 天外魔境 自来也おぼろ変（伝次）
- 宇宙船製造法（村上）

1991年
- ウィザードリィ（アルパー）
- 機動戦士ガンダム0083 STARDUST MEMORY（ニック・オービル）
- 幸運児（タケ坊）
- 夢枕獏 とわいらいと劇場 夢蜉蝣（倉田）

1992年
- グリーンレジェンド乱（ギシ）
- 世界の光 親鸞聖人（真仏房）

1993年
- 南国少年パプワくん 大百科（アラシヤマ）
- 鋳物師はんべえ奮戦記（梅）

1994年
- 南国少年パプワくん 星降る夜に会いましょう（アラシヤマ）

1995年
- 沈黙の艦隊（渡瀬吾郎）

1996年
- 超特急ヒカリアン（ファイヤーネックス）
- 二人の王子さま（スパルナ王子）

2008年
- 聖闘士星矢 冥王ハーデスエリシオン編（ソレント）

2009年
- 日本昔ばなし・世界名作童話（ナレーション、さる、たぬき、やさしいおじいさん、よくばりじいさん、若者、村の老人、もさく、おじいさん、王子、コゼツ、ゼペット、アフリーキー）

2015年
- ヤマノススメ セカンドシーズン（アライ先生、ナレーション、フデヤ、ゴトP） - TV未放送話

2017年
- ヤマノススメ おもいでプレゼント（アライ先生）

### ゲーム
1989年
- イースI・II（ゴート・ダビー）
- 天外魔境 ZIRIA（水王丸）

1990年
- スーパーアルバトロス（加納徹也）

1993年
- 天外魔境 風雲カブキ伝（プッシュ富士山）

1994年
- きんぎょ注意報!とびだせ!ゲーム学園（北田秀一）

1995年
- カブキ一刀涼談（プッシュ富士山、甚五郎）
- スーパースラムズ -FROM TV ANIMATION SLAM DUNK-（アーケード）（宮城リョータ）
- テレビアニメ スラムダンク2 IH予選完全版!!（宮城リョータ）
- ドラえもん 友情伝説ザ・ドラえもんズ（ドラ・ザ・キッド）

1997年
- スーパーロボット大戦F（ビルギット・ピリヨ）

1998年
- 快速天使（クーリー、平山博士）
- スーパーロボット大戦F完結編（ユウキ・コスモ、ビルギット・ピリヨ）

2000年
- SDガンダム GGENERATION（2000年 - 2016年、ニック・オービル、シン・クリプト、ビルギット・ピリヨ 他） - 7作品
- スーパーロボット大戦α（ビルギット・ピリヨ）
- タツノコファイト（カローチ大佐、燕の甚平）

2001年
- スーパーロボット大戦α for Dreamcast（ビルギット・ピリヨ）

2002年
- スーパーロボット大戦IMPACT（バグ・ニューマン）

2003年
- 第2次スーパーロボット大戦α（ビルギット・ピリヨ）

2004年
- スーパーロボット大戦MX（バグ・ニューマン）
- 機動戦士ガンダム 戦士達の軌跡（マーカー・クラン）

2005年
- 時空冒険記ゼントリックス（ゾム02）
- スーパーロボット大戦MX ポータブル（バグ・ニューマン）
- 第3次スーパーロボット大戦α 終焉の銀河へ（ユウキ・コスモ）

2006年
- 天外魔境 ZIRIA〜遥かなるジパング〜（水王丸）

2007年
- ひぐらしのなく頃に祭 カケラ遊び（小泉）

2010年
- ガンダムアサルトサヴァイブ（ビルギット・ピリヨ）

2011年
- 第2次スーパーロボット大戦Z 破界篇 / 再世篇（2011年 - 2012年、木曽アキラ） - 2作品
- 聖闘士星矢戦記（海魔女 ソレント）

2012年
- 聖闘士星矢Ω アルティメットコスモ（海魔女 ソレント）

2013年
- ジョジョの奇妙な冒険シリーズ（2013年 - 2022年、ウィル・A・ツェペリ） - 4作品
- 聖闘士星矢 ブレイブ・ソルジャーズ（ソレント）

2014年
- 第3次スーパーロボット大戦Z 時獄篇 / 天獄篇（2014年 - 2015年、木曽アキラ） - 2作品

2015年
- 聖闘士星矢 ソルジャーズ・ソウル（ソレント）
- テイルズ オブ ゼスティリア（ネイフト）

2017年
- 聖闘士星矢 ゾディアックブレイブ（海魔女 ソレント）

2018年
- CARAVAN STORIES（ロギオン）

2020年
- 聖闘士星矢 シャイニングソルジャーズ（海魔女 ソレント）
- スーパーロボット大戦X-Ω（ユウキ・コスモ）

2022年
- トライアングルストラテジー（アーチボルト・ギノ）
- 機動戦士ガンダム U.C. ENGAGE（ニック・オービル）

### 吹き替え

#### 担当俳優
キース・ゴードン
- 殺しのドレス（ピーター・ミラー）※テレビ朝日版
- クリスティーン（アーニー）※テレビ朝日版
- バック・トゥ・スクール（ジェイソン）

ジョナサン・クロンビー
- 赤毛のアン 3部作（ギルバート・ブライス）※ソフト版
  - 赤毛のアン
  - 赤毛のアン アンの青春
  - 赤毛のアン アンの結婚

スティーヴ・グッテンバーグ
- ジェット・ローラー・コースター（配達人）※日本テレビ版
- ダイナー（エディ）
- ブラジルから来た少年（バリー・コーラー）

チン・シュウホウ
- 呪術大戦 陰陽五派 火龍vs白虎（2020年、ロビン）
- 霊幻道士（1985年、チュウサム）
- 霊幻道士 こちらキョンシー退治局（2017年、ジーチャウ）
- 霊幻道士Q 大蛇道士の出現!（2018年、ハオ道士）
- 霊幻道士Ⅹ 最強妖怪キョンシー現る（2019年、ハオ道士）
- 霊幻道士XI 燃えよ!九叔道士の桃剣（2021年、ハオ道士）
- 霊幻道士XII 英叔復活だョ!全員集合（2021年、ハオ道士）
- 霊幻道士XIII 鳳凰キョンシーの襲来（2022年、ハオ道士）

#### 海外映画
- 愛の為に死す
- アウトロー・ポリス 傷だらけのバッジ（スタンリー〈ジェイ・ジョンソン〉）
- 青い経験・禁じられた十代の好奇心（カルレット・ペルシケッティ〈ジェスヴァ・フィオラヴァンディ〉）
- アドベンチャー・カントリー 野生馬の叫び（ニカ〈ニカ・ミナ〉[84]）※毎日放送版
- あなたに言えなかったこと（スティーブ〈リチャード・エドソン〉）
- アニマル大戦争（ボブ・デニング〈アンドリュー・スティーヴンス〉）
- アラビアのロレンス
- いたずら小馬（ジム〈ポール・フレーザー〉[85]）
- いつか見た青い空
- イノセント・ラブ（ハリー・ウッドワード〈ダグ・マッケオン〉）
- ウォリアーズ（レンブラント〈マルセリーノ・サンチェス〉）
- エーゲ海に捧ぐ（マッシモ〈ステファノ・ローラ〉）※日本テレビ版
- エクウス（アラン・ストラング〈ピーター・ファース〉）
- エグゼクティブ・デシジョン（デニス・ケイヒル〈オリヴァー・プラット〉）※テレビ朝日版
- エルム街の悪夢4 ザ・ドリームマスター 最後の反撃（ローランド・キンケイド〈ケン・サゴーズ〉）※テレビ東京版
- エンドレス・ラブ
- 狼の血族
- オール・ザット・ジャズ
- おかしなおかしな大冒険
- 襲われた幌馬車（ビリー〈トミー・レティング〉）※フジテレビ版
- おもいでの夏（ベンジー〈オリヴァー・コナント〉）※テレビ朝日版
- 頑張れフリッパー
- がんばれ!ベアーズ（ルディ・スタイン〈デヴィッド・ポロック〉）※日本テレビ版
- 奇跡の生涯／イエス・キリスト（マルコ〈トマソ・ミリアン・Jr.〉）
- ギャルハント（エリック〈ジャン＝リュック・アズラ〉）
- グッド・バーガー（デクスター・リード〈ケナン・トンプソン〉）
- グローイング・アップ2/ゴーイング・ステディ ※テレビ東京版
- 黒いオルフェ（ベネデッド〈ジョルジ・ドス・サントス〉）※フジテレビ版
- ケス（ビリー・キャスパー〈デヴィッド・ブラッドレー〉）
- 原始のマン（ストーニー〈ポーリー・ショア〉[86]）
- 恋のスクランブル
- 豪華客船ゴライアス号の奇跡
- 好奇心（ローラン・シュバリエ〈ブルノワ・フェルー〉）
- コップランド（ションデル〈メソッド・マン〉）※ソフト版
- コン・エアー
- さすらいの旅路（デビッドの少年時代）
- サタデー・ナイト・フィーバー（ボビー〈バリー・ミラー〉）※テレビ朝日版
- 殺人魚フライングキラー（クリス〈リッキー・ポール・ゴルディン〉）※日本テレビ版
- 幸福（ブロン）
- シェナンドー河 ※テレビ東京版
- 地獄のデビルトラック（カート〈ジョン・ショート〉）※テレビ東京版
- 地獄の黙示録 ※日本テレビ版
- ジャッカル（イアン・ラモント〈ジャック・ブラック〉）
- シャドー（ジャンニ〈クリスチャン・ボロメオ〉）※TBS版（HDリマスターDVD&HDリマスター特別版BD収録）
- 13日の金曜日PART3（シェリー〈ラリー・ゼルナー〉）
- 十字架の用心棒（トミー〈ハンベルト・センペーレ〉）
- 終着駅（ポール〈リチャード・ベイマー〉）※日本テレビ版
- 十福星（ハウンド〈アラン・タム〉[87]）
- 少林寺（了空〈劉懐良〉）※日本テレビ版
- 少林寺木人拳（法智〈張亦飛〉）※ブロードウェイ版
- 処刑教室（アーサー〈マイケル・J・フォックス〉）※フジテレビ版
- 笑撃生放送! ラジオ殺人事件（ジャスパー〈ディラン・ベイカー〉）
- シンデレラ・ボーイ ※日本テレビ版
- スクール・ウォーズ もうイジメは懲りごり!（クラーク〈カーティス・アームストロング〉）
- スパイクス・ギャング（トッド〈チャールズ・マーティン・スミス〉[88]）
- スピード（ジャガーの持ち主〈グレン・プラマー〉）※テレビ朝日版
- スモッシュ・ザ・ムービー（Mr.エリス〈ピーター・ブライトメイヤー〉）
- 戦争のはらわた（ディーツ〈マイケル・ノーカ〉）※日本テレビ版
- 早春（マイク〈ジョン・モルダー・ブラウン〉）
- ダーグ湖の怪獣（ジョッグ〈シモン・テューリー〉[89]）
- ターミネーター2(音声解説吹替版)（マイケル・ビーン）
- 太陽を盗め
- タップス（エドワード・ウエスト〈エヴァン・ハンドラー〉）
- ダブルボーダー（チャールズ・ビドル軍曹〈ラリー・B・スコット〉）
- 小さな恋のメロディ
- チコと鮫（少年期のチコ〈デニス・プヒラ〉）
- チップス先生さようなら
- チャック・ノリス in ヘルバウンド/地獄のヒーロー5 ※テレビ東京版
- チャンプ
- 超高層プロフェッショナル（キッド〈ベン・マーレイ〉）
- ツイスター（ダスティ・デイヴィス〈フィリップ・シーモア・ホフマン〉）※日本テレビ版
- 抵抗の詩
- ティーン・ウルフ2／ぼくのいとこも狼だった（チャビー〈マーク・ホルトン〉）
- デビルスピーク（スタンリー・クーパースミス〈クリント・ハワード〉）※TBS版・DVD収録
- トランザム7000 ※フジテレビ版
- ナイスガイ（メッセンジャー〈サモ・ハン・キンポー〉）※日本テレビ版
- 盗まれたミイラ（ニック〈エンジン・エシャーフ〉[90]）
- ネバーエンディング・ストーリー3（バーキー〈ケイファン・ショー〉）※ソフト版、（ドッグ〈ライアン・ボールマン〉）※テレビ朝日版
- バーニング（アルフレッド〈ブライアン・バッカー〉）※フジテレビ版・BD収録
- 廃墟の守備隊
- パイパー農園SOS!（ピーター〈スティーヴン・ガーリック〉[91]）
- 白鯨
- バグダッドの盗賊（アブ〈サブウ・ダステージャー〉）※日本テレビ版
- 爆走!キャノンボール（ジム〈ロバート・キャラダイン〉）※日本テレビ版
- 橋（クラウス・ヘーガー〈フォルカー・リヒテンブリンク〉）※TBS版
- 評決（ビリー〈コリン・スティントン〉）
- ファースト・ミッション（イアン〈マン・ホイ〉）※TBS版（BD&DVD収録）
- 復讐の裁判!?マレーの虎・山下将軍の悲劇（ロメロ）
- プライベイトスクール（ロイ〈ジョナサン・プリンス〉）※フジテレビ版
- フラットライナーズ（ランディ・ステックル〈オリヴァー・プラット〉）※日本テレビ版
- フリーダム・ファイター（ビック〈トニー・ダンザ〉）
- プリティ・ブライド（コーリー・フレミング〈トム・ハインズ〉）
- ブリンカー少年の大発明（ブリンカー〈デビッド・スプーナー〉[92]）
- ブレード/刀（ダウダウ）
- プロテクター ※フジテレビ版
- ブロス/やつらはときどき帰ってくる（ヴィニー・ヴィンセント〈ニコラス・サドラー〉）※テレビ東京版
- ベニスに死す
- ボーイズ'ン・ザ・フッド（トレ・スタイルズ〈キューバ・グッディング・ジュニア〉）
- ポーキーズ（ピーウィー〈ダン・モナハン〉）※テレビ東京版
- ホーム・アローン5（カーティス・バクスター〈ダグ・マーリー〉）
- ポーリー（ポーリー〈ジェイ・モーア〉[93]）
- ボールズ・ボールズ
- ぼくらのサリー号（ジョディ〈オズワルド・リンゼイ〉[94]）
- ボロワーズ/床下の小さな住人たち（ポッド・クロック〈ジム・ブロードベント〉）
- マイ・ボディガード（ハイタワー〈ディーン・R・ミラー〉）
- Mr.レディMr.マダム（ローラン・バルディ〈レミー・ローラン〉）
- ミュータント・タートルズ（ドナテロ）※VHS版
- 昔みたい（チェスター〈T.Kカーター〉）
- メイフィールドの怪人たち（リッキー〈コリー・フェルドマン〉）※テレビ朝日版
- 野獣教師（ジェローム・ブラウン〈シャロン・コーリー〉）※フジテレビ版
- 野生の少年オドンゴ
- ヤングガン（チャーリー〈ケイシー・シーマツコ〉）※フジテレビ版
- ヤング・シャーロック/ピラミッドの謎（ジョン・H・ワトスン〈アラン・コックス〉[95]）※機内上映版
- ヤング・ヒーロー/最前線ドイツ機甲軍総反撃（ヤン）
- ヤングマスター 師弟出馬（黒龍道場の師範〈ポール・ウォン〉）※フジテレビ版
- 夕陽よ急げ
- ユリシーズ
- ラスト・ヒーロー・イン・チャイナ　烈火風雲（ソウ〈ディッキー・チョン〉）※ビデオ版
- ラ・ブーム2
- 掠奪された七人の花嫁（ギデオン〈ラス・タンブリン〉）※NHK BS1版
- リンク（デヴィッド〈スティーヴン・パイナー〉）※テレビ東京版
- 若き勇者たち（ダニー・ベイツ〈ブラッド・サヴェージ〉[96]）
- わんぱく戦争

#### 海外ドラマ
- アボンリーへの道（バック・ホーガン〈コリン・オ・メアラ〉）
- アメリカン・ヒーロー（ロドリゲス〈ドン・セルバンテス〉）
- 鬼警部アイアンサイド
- おかしなおかしなお医者さん
- おかしなカップル
- 俺たち賞金稼ぎ!!フォール・ガイ（レマー）
- ガンスモーク
- 希望の大地[97]
- クレイジー・エックス・ガールフレンド（スニル・オダーブ〈トビアス・ナッシュ〉）シーズン2-4
- 黒馬物語（ネッド・ルイス〈スティーヴン・ガーリック〉）
- 刑事コジャック
- 外科医ギャノン
- 三国志演義（蔡中〈李小舟〉）
- 白バイ野郎パンチ＆ボビー（ブルース・ペンウェイ・ネルソン〈ブルース・ペンホール〉）
- 新黒馬物語（アルバート・クリフトン〈トニー・メイドン〉[98]）
- 青春!カリブ海（チャーリー〈アンドリュー・ロウアー〉[99]）
- 大草原の小さな家（ジョン〈ラダムス・ペラ〉[100]）
- 特捜刑事マイアミ・バイス
  - シーズン1 #12（ルイス・マルティネス〈エヴァン・ハンドラー〉）、シーズン1 #14（二番目の孫〈ピーター・クォン〉）
  - シーズン3 #3（シルビオ〈エクザビアー・バンケット〉）、#4（ラザルス）、#5（アポストルの一員）、#6（ジョージ・T・ワイアット）、 #23（ピート〈ベニチオ・デル・トロ〉）
- ドクター・ウェルビー
- ドクタークイン 大西部の女医物語（ピーター〈エリック・マイケル・ジー〉）
- ナイトライダー シーズン2 #12（チップ〈トーマス・F・ウィルソン〉）
- ニキータ（サイモン、ジョニー）
- ピノッキオの冒険（ルチニョーロ〈ドメニコ・サントロ〉[101]）
- フェーム／青春の旅立ち（ダニー・アマトゥーロ〈カーロ・インペラート〉）
- 不死身の男
- フラグルロック
- 炎の砦マサダ
- ホミサイド/殺人捜査課（ボー・フェルトン、スチュアート・ガーティー、ロジャー・ギャフネー）
- 香港カンフー・ドラゴン少林寺＜原題：英雄出少年＞（エイカン〈ミウ・キウワイ〉）
- 名犬ラッシー
- 燃えよ! カンフー
- UFO時代のときめき飛行 アメリカン・ヒーロー（パコ・ロトリゲス〈ドン・セルバンテス〉）
- 略奪された100人の花嫁
- 野生のエルザ（ジャマ）#12
- 世にも不思議なアメージング・ストーリー「最後のミッション」（ジョナサン〈ケイシー・シーマツコ〉）
- わが家は11人

#### 海外アニメ
1970年代
- 劇場版　がんばれ!スヌーピー（1977年、チャーリー・ブラウン）

1980年代
- スヌーピーとチャーリーブラウン（1981年 - 1985年、ライナス・ヴァンペルト）
- トランスフォーマーシリーズ
  - 戦え!超ロボット生命体トランスフォーマー（1985年、バンブル、スワープ、グレン 他）
  - 戦え!超ロボット生命体トランスフォーマー2010（1986年、バンブル / ゴールドバグ、コンピューティコン、スワープ、ラナバウト、ボーンクラッシャー、ワイルドライダー 他）
  - トランスフォーマー ザ・ムービー（1989年、バンブル、スワープ、キックバック）

1990年代
- ミュータント・タートルズ（東和ビデオ版）（1990年、ラファエル〈2代目〉）
- ザ・シンプソンズ（1991年、アーティー・ジフ〈初代〉）
- 妖精ディック（1992年、水の妖精）
- 天国から来たわんちゃん（1993年、キラー〈チャールズ・ネルソン・ライリー〉）
- グーフィー・ムービー ホリデーは最高!!（1995年、ボビー）
- バンブー・ベアーズ（1997年、ウイルハー）

2000年代
- 史上最強のグーフィー・ムービー Xゲームで大パニック!（2000年、ボビー）

2010年代
- ジョニーテスト（2015年 - 2021年、ドゥーキー〈ルイス・チリロ、トレバー・デュバル〉）
- RWBY（2017年 - 2023年、ティリアン・キャロウズ）

2020年代
- 白蛇: 縁起（2021年、船夫）
- ヒューマン・リソース・モンスターズ（2022年、アーセロン）

### CD・カセット
- インフェリウス惑星戦史外伝 CONDITION GREEN（ラルフ・イハート）
- きんぎょ注意報!全曲集 きんぎょ鉢（劇中歌4曲にコーラスで参加）
- きんぎょ注意報! ぎょっぴー☆クリスマス CDドラマ（北田秀一）
- クロックタワー3（リチャード・モーリス）
- 笑天〜ワライノテンサイ〜（チャッキリ五郎）※友情出演
- 聖エルザクルセイダーズ（宇奈月京平）
- 南国少年パプワくんカセットブック 第一巻 - 第三巻（アラシヤマ）
- CDドラマ 天外魔境(1) 風雲カブキ伝 アメリケン異聞 凱旋公開！カブキ伝顛末記（プッシュ富士山）
- みゆき カセットブック（若松真人）
- メイプルタウン物語　ヒット曲集　「気まぐれボビー」（キャラクターソングを歌唱）
- 優&魅衣（相夢優）イメージソング「多角形物語」を本格的に歌唱（CDドラマで共演の川浪葉子、荘真由美、江森浩子らとデュエット）。
- ろくでなしBLUES CDブック（大橋英和）

### ラジオドラマ
- 科学忍者隊ガッチャマン（1978年、文化放送） - つばくろの甚平 役
- スペースファンタジーエメラルダス（1978年、文化放送）
- 星のオンディーヌ（1981年、文化放送）
- 夜のドラマハウス（ニッポン放送）
  - 未完成（1981年）
  - 秘密のオルゴール（1982年）
  - 妖精時代（1982年）
  - ガラスの仮面（1982年）
  - さよならの物語（1983年）
- 私の文庫本「月」（1983年、文化放送） - ピータ 役
- アドベンチャーロード（NHK-FM）
  - サハラの涙（1988年） - セイヤ 役
  - 妖精作戦（1989年） - エスパー青年 役
- シャングリラ（1989年、NHK-FM）

### テレビドラマ
- 記念樹（1966年、TBS）
- グーチョキパー（1966年、フジテレビ）
- 夜の主役（1968年、日本テレビ）
- おいでヨメさん（1968年、TBS）
- エプロン父さん（1968年、TBS）
- どんといこうぜ!（1969年、TBS）
- 花子ちゃん（1969年、フジテレビ）
- もうれつ大家族（1969年、フジテレビ）
- 俺は透明人間!（1970年、フジテレビ）
- お嫁にいきたい（1970年、フジテレビ） - 良一 役
- おれの義姉さん（1970年、フジテレビ）
- 江戸川乱歩シリーズ 明智小五郎 第5話、11話、15話、16話、19話（1970年、東京12チャンネル） - タケシ 役
- NHK少年ドラマシリーズ
  - 「ミルナの座敷」 - 幸介 役[108]
  - 「赤い月」 - 柳田
- 女三四郎（1970年、東京12チャンネル）
- プレイガール（1970年、東京12チャンネル）
- 君は海を見たか（1970年、日本テレビ）
- 明るいなかま（1971年、NHK教育）
- 泣き虫小僧（1971年、日本テレビ）
- たんとんとん（1971年、TBS）
- 真実一路（1971年、TBS）
- 好き! すき!! 魔女先生 第9話（1971年、TBS）
- 大江戸捜査網2 第24話（1972年、東京12チャンネル） - 良太 役
- 刑事くん 第38話（1975年、TBS） - 柏木シュウジ 役

### 映画
- 脱獄者（1967年） - 大下浩 役[109]
- 女賭博師花の切り札（1969年） - 少年C 役[110]
- 橋のない川（1969年）
- 女賭博師壷くらべ（1970年） - 精次〈少年期〉役[111]
- 俺達の荒野（1970年）
- 太陽は見た（1970年）
- 超人バロム・1（1972年） - 徹夫 役[112]
- どぶ川学級（1972年） - ノボル 役[113]

### 特撮
1966年
- 悪魔くん（第13話）

1971年
- 宇宙猿人ゴリ対スペクトルマン#34、#35（民夫）
  - スペクトルマン #59、#60（早田ジュン）

1972年
- シルバー仮面ジャイアント #23（少年）
- 超人バロム・1 #14（徹夫）、#34（とおる）

1973年
- アイアンキング #24（少年）

1998年
- 星獣戦隊ギンガマン（ガーラガーラの声）

2017年
- 宇宙戦隊キュウレンジャー（イカーゲンの声）

### パチンコ・パチスロ
2015年
- パチスロ聖闘士星矢 女神聖戦（海魔女 ソレント）
- CR聖闘士星矢-BEYOND THE LIMIT（海魔女 ソレント）

2017年
- パチスロ聖闘士星矢 海皇覚醒（海魔女 ソレント）

2018年
- CR聖闘士星矢4 The Battle of "限界突破"（海魔女 ソレント）

2022年
- S聖闘士星矢 冥王復活（海魔女 ソレント）

2024年
- L聖闘士星矢 海皇覚醒 CUSTOM EDITION（海魔女 ソレント）

### ナレーション
- 明るいイデオン テレビ特番（1982年、映画の番宣）
- みんなのせかい（1985年、NHK教育[115]）
- ビッグキャットダイアリー（アニマルプラネット）
- トランスフォーマー マスターピース グッドデザイン賞受賞の軌跡（2017年、バンブルの声でナレーション[116]）
- 神秘なるゾウの愛と知性の物語（2023年、ナショナル ジオグラフィック[117]）

### テレビ番組
- BSアニメ夜話 第12弾 第2夜「海のトリトン」（2009年、NHK-BS[118]）パネリスト
- なるほど!ザ・ワールド（ボイスオーバー）

### その他コンテンツ
- AM3:00の恐怖（1988年）「雪女」、「コインロッカー」
- トランスフォーマーテレフォン（スワープ）
- ジョジョの奇妙な冒険 拳で押すとメメタァと鳴く！カエルぬいぐるみ（2013年、ぬいぐるみの音声[119]）
- バンブルビー パフォーマンス 日本版（2023年、玩具の音声[120]）

## 音響監督
- N・H・Kにようこそ!
- 倒凶十将伝 封魔五行伝承
- 銀河鉄道物語
- 銀河鉄道物語 〜永遠への分岐点〜
- グラビテーション（録音演出 宇井孝司と共同演出）
- 高校鉄拳伝タフ（録音演出）
- しあわせソウのオコジョさん（録音演出）※50話にてマングース番長の声を担当
- スイスイ!フィジー!
- スペーストラベラーズ The Animation（録音演出 宇井孝司と共同演出）
- パイラン（日本語版演出）
- バジリスク 〜甲賀忍法帖〜[121]
- KITTEN DREAM
- B型H系（録音演出）
- ふるさと-JAPAN　※声優としても出演
- スーパーストリートファイターIV（GONZO制作版）
- WHITE ALBUM
- モエかん THE ANIMATION（録音演出）
- 吉宗
- 8月のシンフォニー -渋谷2002〜2003
- BAYONETTA BLOODYFATE
- ワルキューレ ロマンツェ
- ほしのこえ（ドラマCD）
- 神牌演義
- チキチキのわ〜る烈風伝
- ツキウタ。 THE ANIMATION2

## 舞台
- 嵐になるまで待って（劇団Carne 2008年10月9日 - 12日）演出
- Grand mother（劇団大富豪 2017年5月31日 - 6月4日）客演

## 著書
- スキップ気分（1983年 朝日ソノラマ出版 ISBN 9784257600206、塩沢兼人、間嶋里美、塩屋翼、共同著書）
3者の座談会を収録。主な内容は生い立ち、初恋、人生観、仕事、趣味、付き合いなど。幼年期から、座談会当時までの写真を豊富に掲載しており、『海のトリトン』収録現場でトリトンを演じている塩屋の写真も掲載された。現在は絶版。